# Sociedad Histórica Imperial Rusa

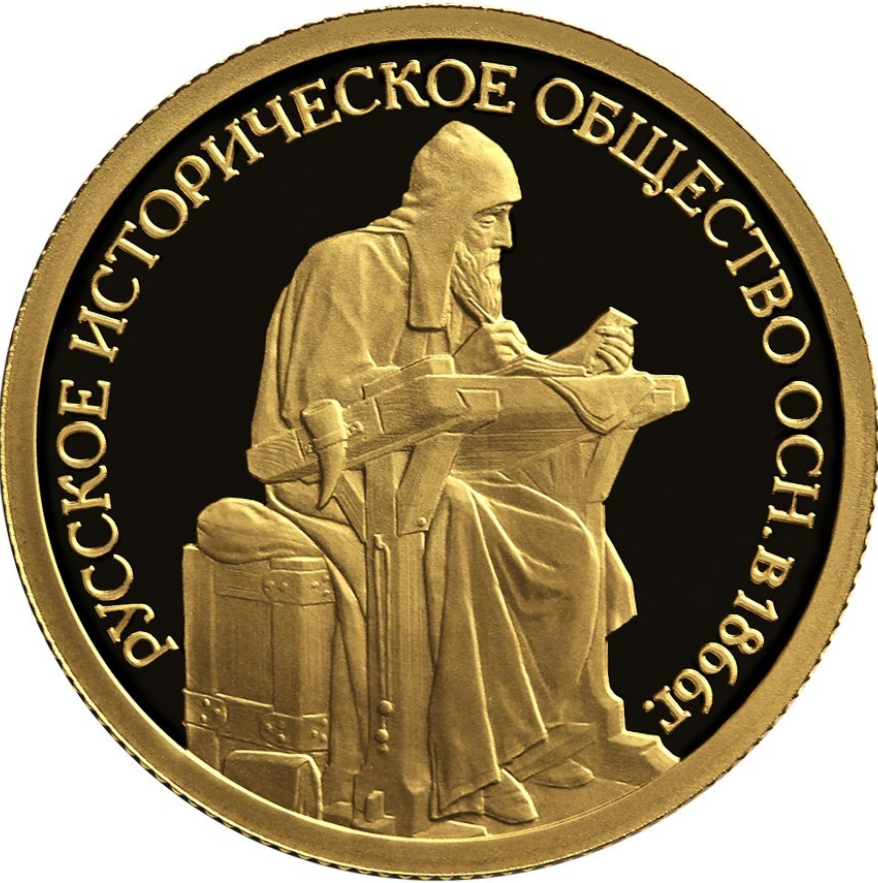
Moneda conmemorativa del Banco de Rusia.

La Sociedad Histórica Imperial Rusa (en ruso: Императорское Русское историческое общество, РИО, RIO) fue una organización pública de la Imperio ruso, que se mantuvo entre 1866 y 1917 que recogía materiales sobre la historia de Rusia y publicaba estudios sobre las historia del Estado Imperial ruso.

## Historia

### Fundación y composición inicial de la sociedad

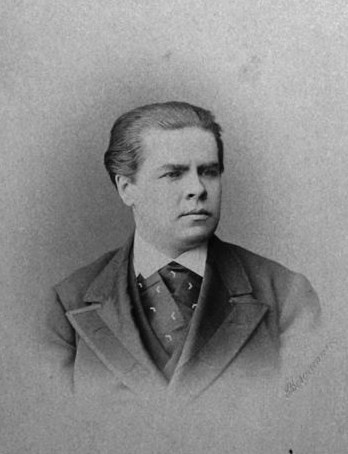
Pólovtsov en 1865.

La Sociedad Histórica Rusa fue fundada en San Petersburgo en marzo de 1866 a instancias de conocidos historiadores, militares y hombres de estado rusos. El estatuto de la sociedad fue ratificado por el emperador Alejandro II el 23 de mayo de ese año. Dependía de la jurisdicción del Ministerio de Instrucción Pública. Su publicación más conocida es el Diccionario Biográfico Ruso. Su emblema era una imagen del Monumento a Minin y Pozharski.
El objetivo de la Sociedad Histórica Rusa era "contribuir desde todos los puntos de vista al desarrollo de la educación histórica nacional rusa".
La sociedad la componían miembros activos, miembros honorarios y miembros-correspondientes, cada uno de ellos con una actividad influyente sobre la historia del Estado. Los fundadores fueron el príncipe Piotr Viázemski, Aleksandr Pólovtsov (promotor y dirigente real de la sociedad), Modest Bogdanóvich, Konstantín Bestúzhev-Riumin, Afanasi Bychkov, Andréi Gamburguer, el barón Aleksandr Jomini, Konstantín Zlobin, Modest Korf, Borís Perovski, Dmitri Tolstói y Yevgueni Feoktístov.
Los asuntos de la sociedad eran dirigidos por el Consejo formado por el presidente, su ayudante, tres miembros, el secretario y el tesorero.
El 24 de noviembre de 1873, la sociedad recibió el nombre de "Sociedad Histórica Imperial Rusa".

### La sociedad en elsigloXX

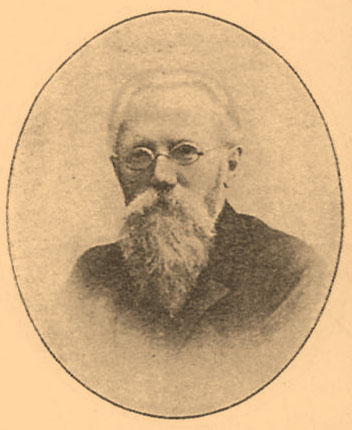
Yevgueni Shmurlo.

Tras la revolución rusa de 1917 la sociedad fue prohibida, su local en Petrogrado fue confiscado y la oficina saqueada. En 1919, fue fusilado el tercer presidente de la sociedad el gran príncipe Nicolás Mijáilovich. El destino de muchos de sus miembros, incluidos en listas o despedidos de sus puestos.
El 7 de abril de 1925, un grupo de investigadores y hombres públicos exiliados rusos en Checoslovaquia, creó la Sociedad Histórica Rusa en Praga. Así, el cuarto presidente de la sociedad sería el iniciador del renacimiento, el destacado historiador ruso Yevgueni Shmurlo. Miembros de esta sociedad renovada fueron: Piotr Struve, Yevgueni Spektorski, Aleksandr Kiesewetter, Piotr Savitski, Arkadi Fatéyev, Gueorgui y Antoni Florovski, entre otros. De nuevo se publicaron trabajos: las Notas de la Sociedad Histórica Rusa en Praga (de 1927 a 1940 se prepararon 5 volúmenes de notas).
Sin embargo, tras la ocupación alemana de Checoslovaquia en 1939, se pusieron medidas de prohibición sobre la Sociedad y sus Notas, de modo que los libros hubieron de ser editados en Estonia. En 1940 su actividad fue completamente detenida por las autoridades alemanas, el presidente de la sociedad Antoni Florovski era arrestado y el cuarto volumen de las Notas era prohibido por la censura de los ocupantes.
A pesar de todas las dificultades, la actividad de la sociedad continuó en los Estados Unidos con la Asociación de Investigadores Rusos de San Francisco en 1937, que prosiguió el trabajo de la Sociedad publicando las siguientes Notas. En 1948, la Sociedad Histórica Rusa en América cambió de nombre a Museo de la Cultura Rusa, que existe hasta la actualidad.

### Renacimiento de la Sociedad

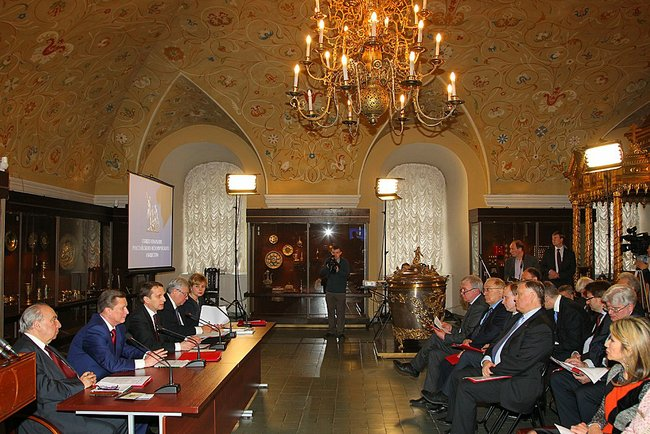
Sesión del Consejo de la Sociedad Histórica Rusa el 27 de febrero de 2013 en el Kremlin de Moscú.

A principios de la década de 1990 fueron emprendidas las tentativas de regenerar la sociedad y la edición de las Colecciones. Como resultado de ellas se publicaron en Estados Unidos dos tomos de materiales adicionales al Diccionario Biográfico Ruso, que no se habían publicado en su momeno por causa de la revolución.
Entre 1997 y 2000, se reeditó en Moscú el Diccionario Biográfico Ruso, con cinco tomos adicionales y dos tomos de índice alfabético. En 1997, la editorial Rúskoye slovo editó el diccionario biográfico en un tomo La historia de Rusia a través de las personas, bajo la redacción general de Vadim Kargálov. Asimismo, desde 1999, la editorial Rúskaya Panorama comenzó la edición de nuevos tomos de las Colecciones de la Sociedad Histórica Rusa, con Kargálov como redactor jefe.
El 4 de noviembre de 2004, en el Día de la Unidad Popular de Rusia, se celebró la asamblea constituyente que declaró la reconstitución de la Sociedad Histórica Rusa. Como décimo presidente de la misma fue elegido Piotr Aleksandrov-Derkachenko, como secretario del Consejo V. O. Nedelski y como revisor N. A. Smirnov. Se reconfirmaron todas las reglas anteriores de ingreso en la sociedad, sus objetivos y tareas.
En 2008 se reeditaron en San Petersburgo los 148 tomos de la Colección de la Sociedad Histórica Imperial Rusa y un facsímil de la edición conmemorativa del cincuenta aniversario de la organización.

### Sociedad Histórica Rusa

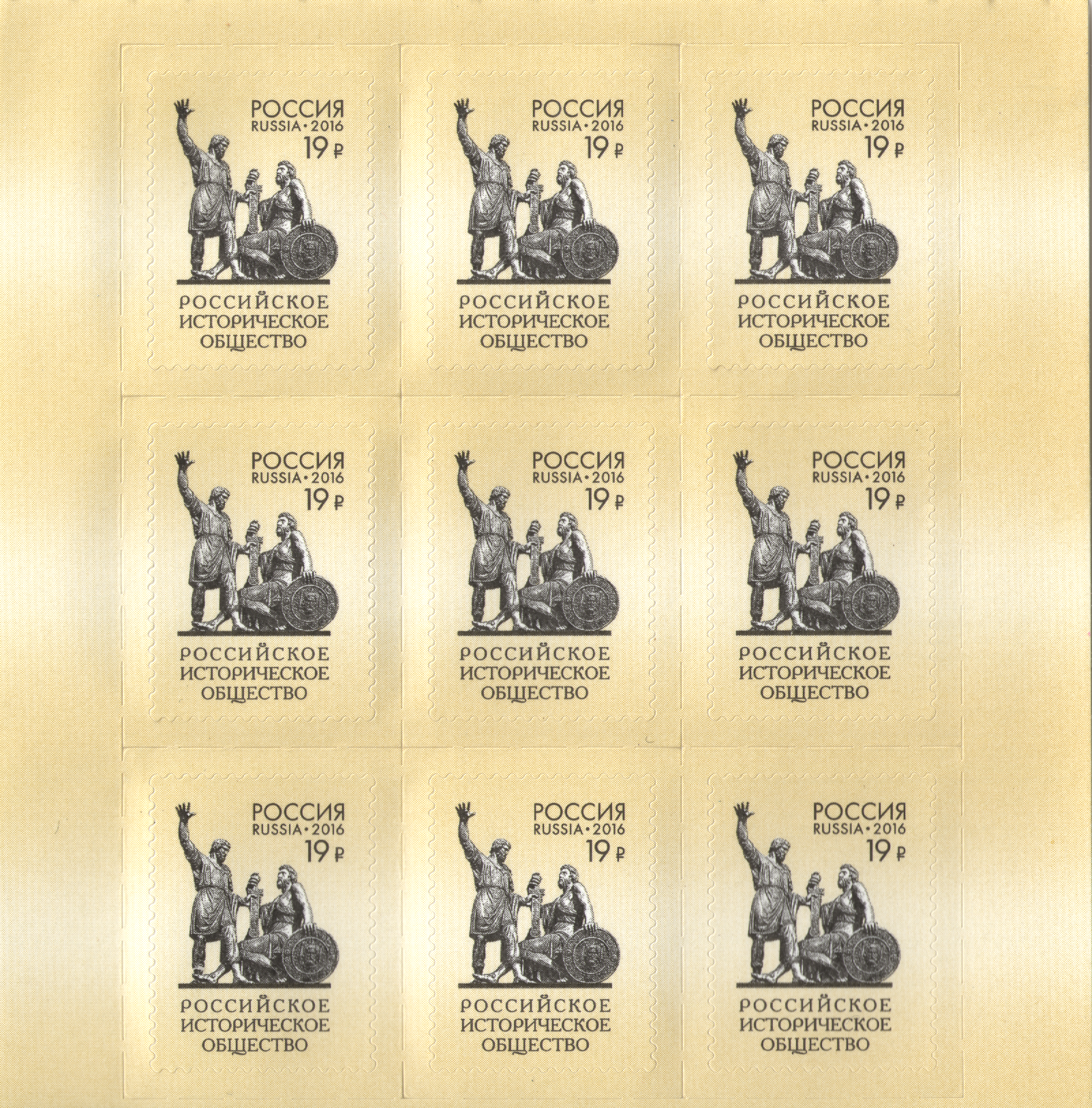
Sociedad Histórica Rusa en un sello postal ruso de 2016.

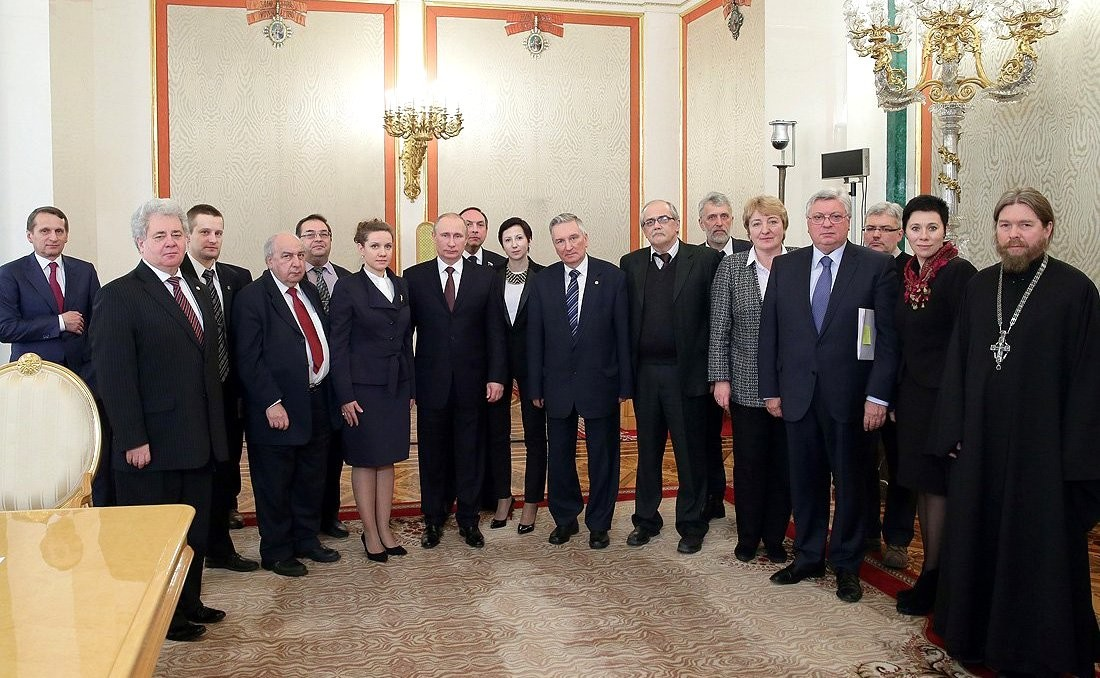
Vladímir Putin con los autores del nuevo libro de texto escolar de historia en 2014.

2012 fue declarado el Año de la Historia en la Federación de Rusia, por lo que el gobierno rusa ha promovido la organización social y científica Sociedad Histórica Rusa (Rosíyskoie Istorícheskoie óbschestvo, RIO), llamada a ser la sucesora de la Sociedad Histórica Imperial Rusa. Como su objetivo se declaró "el desarrollo de la educación histórica nacional". Como presidente de la Sociedad se designó al expresidente de la Duma Estatal, el doctor en ciencias económicas Serguéi Naryshkin, como presidente del consejo administrativo, el doctor en ciencias jurídicas Serguéi Shajrái. Como confundadores han actuado la Academia de Ciencias de Rusia, la Universidad Estatal de Moscú, el Instituto Estatal de Relaciones Internacionales de Moscú, el museo del Kremlin de Moscú, la Sociedad Imperial Ortodoxa Palestina, el Fondo Ruski Mir, el Fondo de la Perspectiva Histórica, el Fondo de Historia Moderna y otras organizaciones. En primer lugar, se estableció la necesidad de la creación de un nuevo libro de texto único para los alumnos y la preparación para la celebración en 2013 de los 400 años de la dinastía Románov. El 27 de febrero de 2013, en la Cámaras Patriarcales de Iglesia de los Doce Apóstoles del Kremlin, 400 años más tarde del Consejo de Estado de 1613, se dio una sesión del Consejo de la Sociedad. En la sesión se presentó la edición facsímil del libro manuscrito del siglo XVII sobre la elección de Miguel I de Rusia. En la víspera de la sesión Serguéi Sajrái publicó en Gazeta.ru el artículo Escribamos la historia juntos, en que declaró la necesidad de crear un único libro de texto.
En junio de 2013, la presidencia de la Sociedad determinó en sesión 31 episodios discutibles que había que explicar a los profesores en el marco del trabajo en el libro de texto único. En octubre se anunció el concurso a la creación de libro de texto.
En 2014, por decisión de la Sociedad Histórica Rusa dio comienzo el concurso de las editoriales por la edición de los libros de texto escolares en base al estándar único histórico cultural. Se planeaba que las editoriales presentaran los libros de texto a la aprobación del consejo pericial especial el 15 de abril de 2015 y que a partir del 1 de septiembre se usaran en las escuelas.

### Presidentes de la sociedad
Presidente honorífico:
- Alejandro III

Presidentes:
- príncipe Piotr Viázemski (1866—1878);
- Aleksandr Pólovtsov (1879—1909);
- Gran príncipe Nicolás Mijáilovich (1909—1917);
- Yevgueni Shmurlo (1925—1932);
- Aleksandr Kiesewetter (1932—1933);
- Arkadi Fatéyev (1933—1937);
- Antoni Florovski (1938—1940);
- Yevgueni Liatski (1940—1942);
- Pável Ostroújov (1942—1944);
- Piotr Aleksándrov-Derkachenko (desde 2004)

Fueron miembros de la sociedad los conocidos historiadores Serguéi Soloviov, Vasili Kliuchevski, Nikolái Kostomárov y muchos otros investigadores eminentes.

## Actividad de la Sociedad

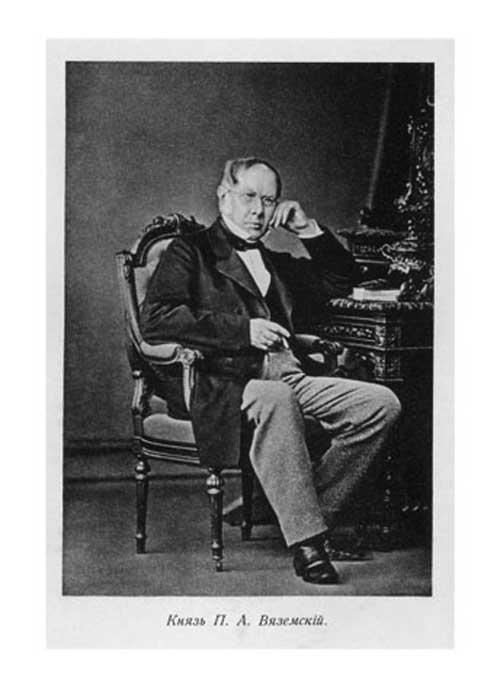
Piotr Viázemski en 1860.

La actividad de la sociedad consistía en recoger, tratar, y difundir en Rusia documentos y materiales de la historia y por lo tanto introducirlos en la comunidad científica. Los materiales seleccionados eran publicados en las "Colecciones de la Sociedad Rusa Histórica" (en 50 años de vida de la sociedad se publicaron 148 tomos). Eran publicados documentos raros o previamente desconocidos que testimoniaban ciertos acontecimientos históricos. Encontrar tales materiales únicos estaba al alcance de los enlaces personales y las posibilidades del príncipe Viázemski.
Además de la edición regular de las "Colecciones", por el cincuenta aniversario de la sociedad se produjo una edición conmemorativa, preparada por el historiador de la literatura rusa Vladímir Saítov, con 61 ilustraciones (33 en blanco y negro y 28 en color), 104 retratos, cartas y otras rarezas.
Desde 1896, la Sociedad sacó a la luz 25 tomos del Diccionario Biográfico Ruso.
La sociedad era un club cerrado: a él solo podían pertenecer las personas invitadas por algunos miembros activos de la sociedad o uno de los fundadores. Asimismo, la actividad de la sociedad era pública, y los resultados de sus trabajo eran abiertos al público.